# Schmalschwanz-Paradieselster
Die Schmalschwanz-Paradieselster (Astrapia mayeri), auch Schmalschwanz-Astrapia oder Seidenband-Paradiesvogel genannt, ist eine Vogelart aus der Familie der Paradiesvögel (Paradisaeidae). Sie kommt ausschließlich in einem sehr kleinen Gebirgsgebiet im Osten von Neuguinea vor. Sie gehört zu den Paradiesvögeln, bei denen das Männchen ein stark verlängertes mittleres Steuerfederpaar aufweist. Dieses kann eine Länge von einem Meter erreichen.
Die Bestandssituation der Schmalschwanz-Paradieselster wird von der IUCN als potentiell gefährdet (near threatened) eingestuft. Es werden keine Unterarten unterschieden.

## Beschreibung

### Körperbau und -maße
Die Männchen der Schmalschwanz-Paradieselster erreichen ohne das verlängerte mittlere Steuerfederpaar eine Körperlänge von 32 Zentimeter. Inklusive diesen langen Schwanzfedern haben sie eine Körperlänge von bis zu 125 Zentimeter. Das mittlere Steuerfederpaar hat eine Länge zwischen 65,7 und 101,7 Zentimeter. Die Weibchen haben gleichfalls ein sehr langes Schwanzgefieder, bei denen das mittlere Steuerfederpaar gleichfalls verlängert ist. Ohne das Schwanzgefieder erreichen sie eine Körperlänge von 35 Zentimeter. Das mittlere Steuerfederpaar erreicht bei ihnen 26 bis 37,2 Zentimeter. Der Schnabel hat eine Länge von 2,9 bis 3,5 Zentimeter. Die Männchen wiegen zwischen 134 und 164 Gramm, die Weibchen erreichen ein Gewicht von 102 bis 157 Gramm.

### Männchen

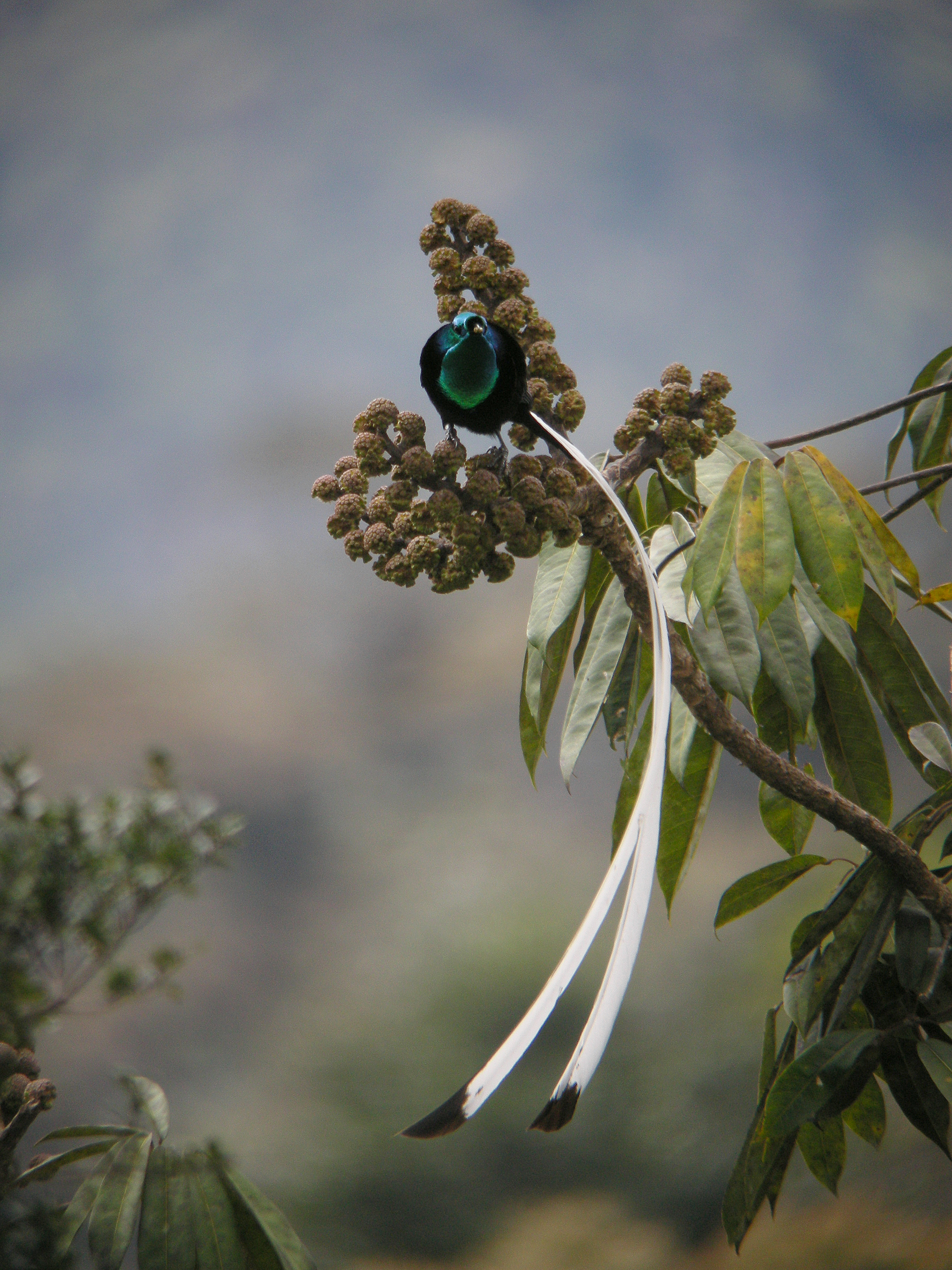
Männchen

Der gesamte Kopf ist inklusive des an der Basis des Oberschnabels sitzenden knopfartigen Federbuschs samtschwarz mit einem sehr intensiven metallisch gelblich-grünlichen Glanz. Je nach Lichteinfall kann dieser Glanz auch intensiv blau oder violett sein. Die Körperoberseite ist vom Mantel bis zu den Oberschwanzdecken samtschwarz mit einem etwas matteren bronzefarbenen Schimmer. Die Flügel sind auf der Oberseite schwarzbräunlich. Bei den Arm- und Handschwingen ist dieser Glanz auf die Außenfahnen begrenzt. Das Schwanzgefieder ist schwarzbraun und läuft – vom mittleren Steuerfederpaar abgesehen – spitz aus. Das verlängerte Steuerfederpaar ist dagegen weiß, jeweils etwa zwei Zentimeter breit und weist eine drei bis vier Zentimeter breite schwarze Spitze auf.
Die Kehle glänzt so intensiv wie das Kopfgefieder. Sie geht dann abrupt in das samtschwarze Brustgefieder über, dass bei bestimmten Lichtverhältnissen auch bronzefarben glänzen kann. Die dunkle Brust ist eingefasst von einem schmalen stark kupferfarben glänzenden rötlich-braunen Band. Die übrige Körperunterseite bis zum Bürzels sind kupferrot und dunkelgrün quergebändert, das Gefieder glänzt intensiv. Das Schwanzgefieder ist auf der Unterseite schwarzbraun, lediglich das mittlere Steuerfederpaar ist glänzend schwarz. Das Schwanzgefieder ist bis auf das mittlere weiße Steuerfederpaar auf der Unterseite ockerfarben. Der Schnabel ist glänzend schwarz, die Iris tief dunkelbraun, die Beine und Füße sind graublau.
In ihrem ersten Lebensjahr ähneln die Männchen den adulten Weibchen, haben aber bereits ein längeres Schwanzgefieder.

### Weibchen
Der gesamte Kopf und Hals sind dunkel schwarzbraun mit einem metallisch bronzefarbenen Schimmer, der bei bestimmten Lichteinfall auch bläulich wirken kann. Bei älteren Weibchen ist der Glanz dabei ausgeprägter. Die übrige Körperoberseite ist matt schwarzbraun, kann aber auch violett bis magentafarben schimmern. Der Bürzel und die Oberschwanzdecken sind braun und gehen fast in ein Sepia über. Das Schwanzgefieder ist bräunlich schwarz. Das mittlere Steuerfederpaar hat auf der basalen Hälfte weiße Federschäfte, die Federfahnen haben diffuse weiße Flecken auf der gesamten Länge.
Die Brust ist matt schwarzbraun und glänzt violett bis magentafarben. Auf dem Bauch geht dieses Schwarzbraun in einen Zimtton über und ist schmal schwarz quergebändert.

## Verbreitung
Im Osten Neuguineas gibt es im Landesinneren einen rund 200 Kilometer breiten, verästelten Gebirgszug, der von steilen Tälern und wenig zugänglichen Ebenen geprägt ist. Die Schmalschwanz-Paradieselster kommt hier in einem kleinen Verbreitungsgebiet vor, dass die papua-neuguineischen Provinzen Enga, Hela, Western Highlands und Southern Highlands berührt. Zum Verbreitungsgebiet gehören unter anderem das Hagengebirge und der Mount Giluwe.
Der Lebensraum der Schmalschwanz-Paradieselster sind Berg- und subalpine Wälder. Sie kommt auch an Waldrändern, in isolierten Waldresten, in Wäldern mit selektivem Holzeinschlag sowie in Wälder vor, in denen es einzelne Gebiete mit sekundärem Wald gibt.

## Nahrung und Nahrungssuche
Schmalschwanz-Paradieselstern suchen in allen Waldbereichen vom Boden bis zur oberen Baumkrone nach Nahrung. Geringfügig häufiger als im oberen und mittleren Kronenbereich halten sie sich in einem Bereich von bis zu 15 Meter über dem Erdboden auf. Die Nahrung besteht zu etwa 90 Prozent aus Früchten, aber auch Blüten und Blütenknospen. Die Nahrung wird direkt von den Ästen gepickt. Eine besondere Rolle in der Ernährung spielen Strahlenaralien. Sie suchen überwiegend einzelgängerisch nach Nahrung es kommen aber auch kleine Trupps von bis zu drei Individuen vor. Gegenüber Vogelarten wie dem Papualori oder dem Breitschwanz-Paradieshopf ist die Schmalschwanz-Paradieselster durchsetzungsstärker und vertreibt sie aus fruchttragenden Bäumen.

## Fortpflanzung
Schmalschwanz-Paradieselstern sind polygyn: Ein Männchen kann sich mit mehreren Weibchen paaren und das Weibchen zieht alleine den Nachwuchs groß. Es ist bislang jedoch noch nicht geklärt, ob und wie bei der Stephanie-Paradieselster ein gemeinschaftliches Balzen mehrerer Männchen vorkommt. Wie häufig bei Vogelarten, bei denen die noch nicht geschlechtsreifen Männchen ein Gefieder haben, das stark dem adulten Weibchen ähnelt, ist nicht immer sicher, ob es sich bei den anwesenden Vögeln mit einem Federkleid, das dem eines adulten Weibchens entspricht, tatsächlich um Weibchen handelt.

### Balz

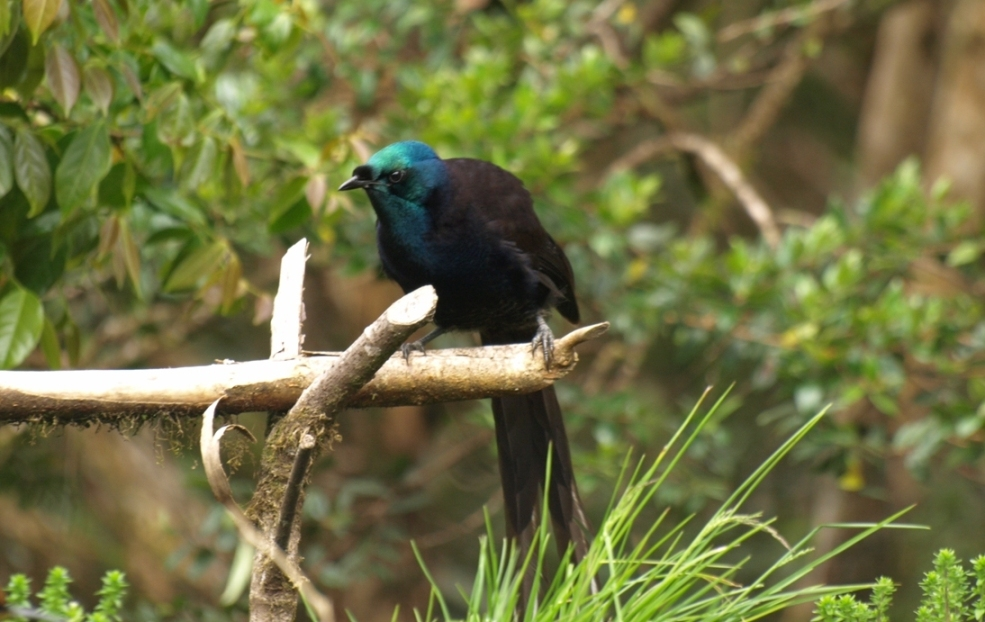
Ein heranwachsendes Männchen, das noch keine verlängerten Steuerfedern besitzt

Die Balz der Männchen ist bislang nur wenige Male beobachtet worden. Sicher ist, dass die Balz aus Sprüngen zwischen zwei oder mehr Sitzwarten auf Ästen besteht. Diese können wie bei der intensiven Balz der Stephanie-Paradieselster sehr schnell sein. Häufig verharren die Männchen aber auch bis zu 30 oder 40 Sekunden auf einer Stelle. Bei einer Gelegenheit waren drei adulte Männchen und vier Individuen im Federkleid eines adulten Weibchens anwesend. Diese beobachteten für eine Stunde, wie die Männchen balzten und sich dabei auch gegenseitig verjagten. Die springenden Männchen rufen dabei sehr laut und sträuben das Brustgefieder. Ein anderes balzendes Männchen sprang auf einer Stelle auf und ab. Diese Bewegung führte dazu, dass sein langes, weißes Steuerfederpaar vor und zurück schwang und dabei große Bögen schlug.
Einmal wurde ein Männchen bei einem Flug beobachtet, das dem typischen Flugverhalten nicht entspricht. Es wird von Frith und Beehler als ein Balzflug eingeordnet. Das Geräusch, das bei diesem Flug von den Flügeln erzeugt wurde, war lauter als sonst bei Schmalschwanz-Paradieselstern üblich. Der Flug bestand aus jeweils vier oder fünf Flügelschlägen, dann einer Gleitphase, bei dem das Männchen mit gefalteten Flügeln zunächst nach unten glitt und danach sich wieder nach oben gleiten ließ, bevor er wieder mit den Flügeln schlug. Das lange, weiße mittlere Steuerfederpaar war dadurch besonders auffällig.

### Nest und Gelege
Von den 14 bislang gefundenen und besetzten Nestern befanden sich sieben in Waldgebieten, in denen es Holzeinschlag gegeben hatte und Sekundärwald bereits nachgewachsen waren. Zwei weitere fanden sich in kleinen Waldresten, die von subalpinem Grasland umgeben waren. Zehn der Nester befanden sich in auffällig kleinen Bäumen, in deren unmittelbaren Nachbarschaft keine weiteren Bäume standen, die diese überragten oder mit ihren Kronen beschatten konnten. Es fanden sich auch mehrere Nester vorangegangener Brutzeiten in der Nähe dieser Bäume, so dass geschlossen wird, dass die Weibchen eine Präferenz für solche Waldstellen als Niststandort haben. Grundsätzlich gilt, dass Stellen mit solchen Gegebenheiten im Primärwald selten sind. Möglicherweise ist dies eine Strategie, um baumkletternde Fressfeinde fernzuhalten.
Die untersuchten aktiven Nester waren unterschiedlich groß. Von der Bauweise reichten sie von eher fragilen bis hin zu großen, stabilen Napfnestern. Das Baumaterial bestand aus Blattteilen von Schraubenbäumen und anderen großen Blättern. Die Nester waren spärlich bis dicht von frischen, zum Tel noch Blätter tragenden Orchideenstängeln bedeckt. Die eigentliche Nistmulde war mit feineren abgestorbenen und fast strohähnlichen, blattlosen Orchideenstängeln ausgelegt.
Das Gelege umfasst ein einzelnes Ei. Die Eier haben eine rosafarbenen Grundton und weisen – wie für Eigentliche Paradiesvögel typisch – längliche Flecken auf. Diese haben eine grauviolette und rotbraune Farbe. Das Frischvollgewicht der Eier beträgt 14,9 Gramm.

### Brut und Aufzucht der Jungvögel
Es brütet nur das Weibchen. Bis zum Ende des 20. Jahrhunderts konnte die Brutzeit nur bei einem in Gefangenschaft gehaltenen Weibchen festgestellt werden: Sie saß 21 Tage auf dem Ei, bevor der Nestling schlüpfte. Bei Freilandbeobachtungen kam das Weibchen im Schnitt zwei Mal pro Stunde ans Nest, um den Jungvogel zu füttern. Der Anteil der pflanzlichen Nahrung wird auf Basis von Beobachtungen auf 63 Prozent geschätzt. Weibchen huderten die Jungvögel anfangs für etwa fünfzig Prozent des Tages. Bei 17 Tage alten Nestlinge entfiel darauf nur noch 3 Prozent des Tages. Die Nestlinge fliegen zwischen dem 22. und 26. Lebenstag aus.

## Hybride mit anderen Paradiesvögeln
Die Neigung von Paradiesvögeln, sich mit anderen Arten ihrer Familie zu kreuzen, ist bereits zu Beginn des 20. Jahrhunderts von Anton Reichenow und damit fast früher als für jede andere Vogelfamilie beschrieben worden.
Bei der Schmalschwanz-Paradieselster kommt es sowohl mit anderen Arten der Paradieselstern als auch mit anderen Arten der Familie der Paradiesvögel zu natürlichen Hybriden. Es sind bislang noch keine Typenexemplare für Kreuzungen mit der Pracht-Paradieselster gesammelt. Sowohl Clifford Frith als auch Bruce Beehler halten es jedoch für sehr wahrscheinlich, dass in dem Gebiet, in dem sich das Verbreitungsgebiet der beiden Arten überschneiden, natürliche Hybride zwischen den beiden Arten vorkommen. Dagegen sind Hybride mit der Stephanie-Paradieselster belegt. Das Verbreitungsgebiet der Stephanie-Paradieselster überlappt sich mit dem der Schmalschwanz-Paradieselster, allerdings besiedelt die Schmalschwanz-Paradieselster normalerweise höhere Lagen als die Stephanie-Paradieselster und verdrängt diese ab einer Höhe von 2400 Metern. Einmal wurde auch bereits Nachwuchs zwischen dem Schmalschwanz-Paradieshopf und der Schmalschwanz-Paradieselster beobachtet. Der Nestling starb allerdings 10 Tage nach dem Schlupf.

## Schmalschwanz-Paradieselstern und Mensch

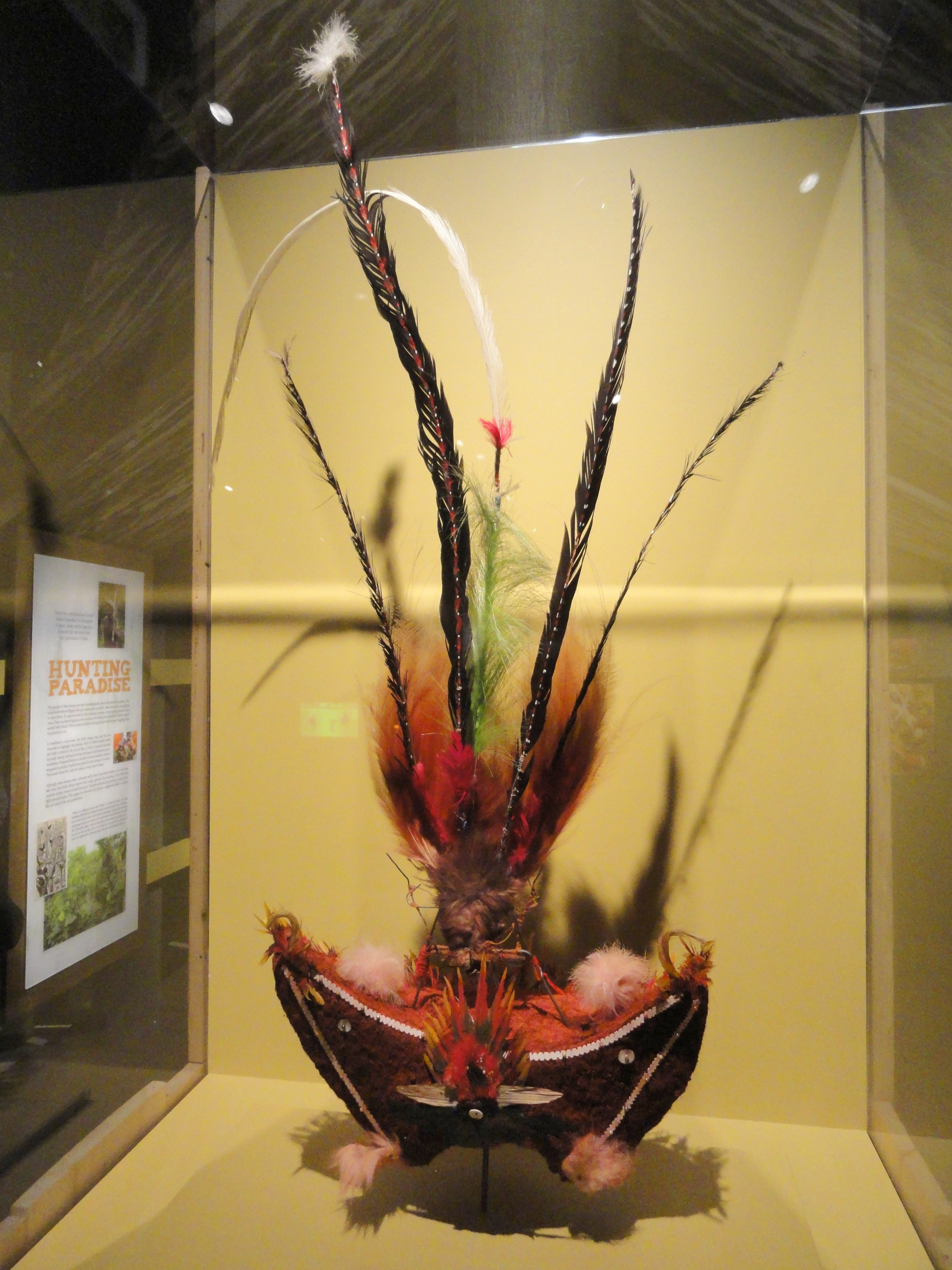
Kopfbedeckung der Huli, bestehend aus gefärbten menschlichem Haar, Federn von Paradieselstern, Pracht-Kragenparadiesvogel und Raggi-Paradiesvogel

### Jagd
Bälge sowie einzelne Federn von Paradiesvögeln werden von den indigenen Ethnien Neuguineas zu traditionellem Kopf- und Körperschmuck verarbeitet und spielen auch als Handelsobjekt und bei der Bezahlung von Brautpreisen eine große Rolle. Grundsätzlich werden alle Paradiesvögel mit auffälligen Federn verarbeitet, darunter auch die auffälligen langen Schwanzfedern von Paradieselstern wie es bei der abgebildeten traditionellen Kopfbedeckung eines Huli-Kriegers der Fall ist. Die Schmalschwanz-Paradieselster ist einem vergleichsweise geringem Jagddruck ausgesetzt, weil sie in einem Verbreitungsgebiet vorkommt, dass kaum besiedelt und in weiten Teilen nur sehr schwer zugänglich ist.

### Haltung
Vereinzelt werden Schmalschwanz-Paradieselstern in Zoologischen Gärten gezeigt. Sie überleben dort mehrere Jahre. Bis zum Ende des 20. Jahrhunderts gelang außerhalb von Neuguinea die erfolgreiche Heranzucht eines Jungvogels. In Neuguinea sind ebenfalls bis zum Ende des 20. Jahrhunderts zwei Mal erfolgreich Jungvögel nachgezüchtet worden.

## Einzelbelege
1. ↑   Handbook of the Birds of the World zur Schmalschwanz-Paradieselster, aufgerufen am 10. Juli 2017
2. ↑   Frith & Beehler: The Birds of Paradise - Paradisaeidae. S. 257.
3. ↑   Frith & Beehler: The Birds of Paradise - Paradisaeidae. S. 268.
4. 1 2   Frith & Beehler: The Birds of Paradise - Paradisaeidae. S. 260.
5. 1 2 3   Frith & Beehler: The Birds of Paradise - Paradisaeidae. S. 258.
6. ↑   Frith & Beehler: The Birds of Paradise - Paradisaeidae. S. 261.
7. 1 2   Frith & Beehler: The Birds of Paradise - Paradisaeidae. S. 262.
8. 1 2 3 4   Frith & Beehler: The Birds of Paradise - Paradisaeidae. S. 263.
9. ↑   Frith & Beehler: The Birds of Paradise - Paradisaeidae. S. 264.
10. ↑   McCarthy: Handbook of Avian Hybrids of the World. S. 228.
11. 1 2 3   McCarthy: Handbook of Avian Hybrids of the World. S. 229.
12. ↑   Frith & Beehler: The Birds of Paradise - Paradisaeidae. S. 265.